# Collegio di Easington
Easington è un collegio elettorale situato nella contea di Durham, nel Nord Est dell'Inghilterra, e rappresentato alla Camera dei comuni del Parlamento del Regno Unito. Elegge un membro del parlamento con il sistema first-past-the-post, ossia maggioritario a turno unico; l'attuale parlamentare è Grahame Morris del Partito Laburista, che rappresenta il collegio dal 2010.

## Estensione

Easington dal 2010 al 2024

- 1950-1974: il distretto rurale di Easington.
- 1974-1983: il distretto rurale di Stockton, e nel distretto rurale di Easington le parrocchie di Castle Eden, Easington, Haswell, Hawthorn, Horden, Hutton Henry, Monk Hesleden, Nesbitt, Peterlee, Sheraton with Hulam, Shotton, Thornley e Wingate.
- 1983-2010: i ward del distretto di Easington di Acre Rigg, Blackhalls, Dawdon, Dene House, Deneside, Easington Colliery, Easington Village, Eden Hill, Haswell, High Colliery, Horden North, Horden South, Howletch, Murton East, Murton West, Park, Passfield, Seaham, Shotton, South e South Hetton.
- 2010-2024: i ward del distretto di Easington di Acre Rigg, Blackhalls, Dawdon, Dene House, Deneside, Easington Colliery, Easington Village and South Hetton, Eden Hill, Haswell and Shotton, Horden North, Horden South, Howletch, Hutton Henry, Murton East, Murton West, Passfield, Seaham Harbour e Seaham North.
- dal 2024: i ward della contea di Durham di Blackhalls, Dawdon, Deneside, Easington, Horden, Murton, Passfield, Peterlee East, Peterlee West, Seaham, Shotton and South Hetton, Trimdon and Thornley e Wingate.[1]

Il collegio comprende quasi tutto l'omonimo distretto, che include la porzione costiera della contea di Durham. Le principali città sono Peterlee e Seaham ed è uno dei seggi più sicuri del Paese per il partito laburista.

## Membri del parlamento
| Elezione | Elezione       | Deputato         | Partito   |
| -------- | -------------- | ---------------- | --------- |
|          | 1950           | Emanuel Shinwell | Laburista |
| 1970     | Jack Dormand   |                  | Laburista |
| 1987     | John Cummings  |                  | Laburista |
| 2010     | Grahame Morris |                  | Laburista |

## Elezioni

### Elezioni negli anni 2020
| Partito                    | Partito                                | Candidato                  | Risultati 4 luglio 2024 | Risultati 4 luglio 2024 |
| Partito                    | Partito                                | Candidato                  | Voti                    | %                       |
| -------------------------- | -------------------------------------- | -------------------------- | ----------------------- | ----------------------- |
|                            | Laburista                              | Grahame Morris             | 16 774                  | 48,87                   |
|                            | Reform UK                              | Lynn Murphy                | 10 232                  | 29,81                   |
|                            | Conservatore                           | Joanne Howey               | 3 753                   | 10,93                   |
|                            | North East Party                       | Mary Cartwright            | 1 581                   | 4,61                    |
|                            | Verdi                                  | Stephen Ashfield           | 1 173                   | 3,42                    |
|                            | Lib Dem                                | Tony Ferguson              | 811                     | 2,36                    |
|                            |                                        |                            |                         |                         |
| Iscritti                   | Iscritti                               | Iscritti                   | 69 411                  | 100,00                  |
| ↳ Votanti (% su iscritti)  | ↳ Votanti (% su iscritti)              | ↳ Votanti (% su iscritti)  | 34 385                  | 49,54                   |
| ↳ Astenuti (% su iscritti) | ↳ Astenuti (% su iscritti)             | ↳ Astenuti (% su iscritti) | 35 026                  | 50,46                   |
|                            |                                        |                            |                         |                         |
|                            | Esito: collegio confermato a Laburista |                            |                         |                         |

### Elezioni negli anni 2010
| Partito                    | Partito                                | Candidato                  | Risultati 12 dicembre 2019 | Risultati 12 dicembre 2019 |
| Partito                    | Partito                                | Candidato                  | Voti                       | %                          |
| -------------------------- | -------------------------------------- | -------------------------- | -------------------------- | -------------------------- |
|                            | Laburista                              | Grahame Morris             | 15 723                     | 45,46                      |
|                            | Conservatore                           | Clare Ambrosino            | 9 142                      | 26,43                      |
|                            | Brexit                                 | Julie Maughan              | 6 744                      | 19,50                      |
|                            | Lib Dem                                | Dominic Haney              | 1 526                      | 4,41                       |
|                            | North East Party                       | Susan McDonnell            | 1 448                      | 4,19                       |
|                            |                                        |                            |                            |                            |
| Iscritti                   | Iscritti                               | Iscritti                   | 61 182                     | 100,00                     |
| ↳ Votanti (% su iscritti)  | ↳ Votanti (% su iscritti)              | ↳ Votanti (% su iscritti)  | 34 583                     | 56,52                      |
| ↳ Astenuti (% su iscritti) | ↳ Astenuti (% su iscritti)             | ↳ Astenuti (% su iscritti) | 26 599                     | 43,48                      |
|                            |                                        |                            |                            |                            |
|                            | Esito: collegio confermato a Laburista |                            |                            |                            |

| Partito                    | Partito                                | Candidato                  | Risultati 8 giugno 2017 | Risultati 8 giugno 2017 |
| Partito                    | Partito                                | Candidato                  | Voti                    | %                       |
| -------------------------- | -------------------------------------- | -------------------------- | ----------------------- | ----------------------- |
|                            | Laburista                              | Grahame Morris             | 23 152                  | 63,67                   |
|                            | Conservatore                           | Barney Campbell            | 8 260                   | 22,71                   |
|                            | North East Party                       | Susan McDonnell            | 2 355                   | 6,48                    |
|                            | UKIP                                   | Allyn Roberts              | 1 727                   | 4,75                    |
|                            | Lib Dem                                | Tom Hancock                | 460                     | 1,26                    |
|                            | Verdi                                  | Martie Warin               | 410                     | 1,13                    |
|                            |                                        |                            |                         |                         |
| Iscritti                   | Iscritti                               | Iscritti                   | 62 267                  | 100,00                  |
| ↳ Votanti (% su iscritti)  | ↳ Votanti (% su iscritti)              | ↳ Votanti (% su iscritti)  | 36 364                  | 58,40                   |
| ↳ Astenuti (% su iscritti) | ↳ Astenuti (% su iscritti)             | ↳ Astenuti (% su iscritti) | 25 903                  | 41,60                   |
|                            |                                        |                            |                         |                         |
|                            | Esito: collegio confermato a Laburista |                            |                         |                         |

| Partito                    | Partito                                | Candidato                  | Risultati 7 maggio 2015 | Risultati 7 maggio 2015 |
| Partito                    | Partito                                | Candidato                  | Voti                    | %                       |
| -------------------------- | -------------------------------------- | -------------------------- | ----------------------- | ----------------------- |
|                            | Laburista                              | Grahame Morris             | 21 132                  | 61,03                   |
|                            | UKIP                                   | Jonathan Arnott            | 6 491                   | 18,75                   |
|                            | Conservatore                           | Chris Hampsheir            | 4 478                   | 12,93                   |
|                            | Lib Dem                                | Luke Armstrong             | 834                     | 2,41                    |
|                            | North East Party                       | Susan McDonnell            | 810                     | 2,34                    |
|                            | Verdi                                  | Martie Warin               | 733                     | 2,12                    |
|                            | Socialista                             | Steve Colborn              | 146                     | 0,42                    |
|                            |                                        |                            |                         |                         |
| Iscritti                   | Iscritti                               | Iscritti                   | 61 718                  | 100,00                  |
| ↳ Votanti (% su iscritti)  | ↳ Votanti (% su iscritti)              | ↳ Votanti (% su iscritti)  | 34 624                  | 56,10                   |
| ↳ Astenuti (% su iscritti) | ↳ Astenuti (% su iscritti)             | ↳ Astenuti (% su iscritti) | 27 094                  | 43,90                   |
|                            |                                        |                            |                         |                         |
|                            | Esito: collegio confermato a Laburista |                            |                         |                         |

| Partito                    | Partito                                | Candidato                  | Risultati 6 maggio 2010 | Risultati 6 maggio 2010 |
| Partito                    | Partito                                | Candidato                  | Voti                    | %                       |
| -------------------------- | -------------------------------------- | -------------------------- | ----------------------- | ----------------------- |
|                            | Laburista                              | Grahame Morris             | 20 579                  | 58,94                   |
|                            | Lib Dem                                | Tara Saville               | 5 597                   | 16,03                   |
|                            | Conservatore                           | Richard Harrison           | 4 790                   | 13,72                   |
|                            | BNP                                    | Cheryl Dunn                | 2 317                   | 6,64                    |
|                            | UKIP                                   | Martyn Aiken               | 1 631                   | 4,67                    |
|                            |                                        |                            |                         |                         |
| Iscritti                   | Iscritti                               | Iscritti                   | 63 828                  | 100,00                  |
| ↳ Votanti (% su iscritti)  | ↳ Votanti (% su iscritti)              | ↳ Votanti (% su iscritti)  | 34 914                  | 54,70                   |
| ↳ Astenuti (% su iscritti) | ↳ Astenuti (% su iscritti)             | ↳ Astenuti (% su iscritti) | 28 914                  | 45,30                   |
|                            |                                        |                            |                         |                         |
|                            | Esito: collegio confermato a Laburista |                            |                         |                         |

### Elezioni negli anni 2000
| Partito                    | Partito                                | Candidato                  | Risultati 5 maggio 2005 | Risultati 5 maggio 2005 |
| Partito                    | Partito                                | Candidato                  | Voti                    | %                       |
| -------------------------- | -------------------------------------- | -------------------------- | ----------------------- | ----------------------- |
|                            | Laburista                              | John Cummings              | 22 733                  | 71,36                   |
|                            | Lib Dem                                | Christopher Ord            | 4 097                   | 12,86                   |
|                            | Conservatore                           | Lucille Nicholson          | 3 400                   | 10,67                   |
|                            | BNP                                    | Ian McDonald               | 1 042                   | 3,27                    |
|                            | Laburista Socialista                   | Dave Robinson              | 583                     | 1,83                    |
|                            |                                        |                            |                         |                         |
| Iscritti                   | Iscritti                               | Iscritti                   | 61 142                  | 100,00                  |
| ↳ Votanti (% su iscritti)  | ↳ Votanti (% su iscritti)              | ↳ Votanti (% su iscritti)  | 31 855                  | 52,10                   |
| ↳ Astenuti (% su iscritti) | ↳ Astenuti (% su iscritti)             | ↳ Astenuti (% su iscritti) | 29 287                  | 47,90                   |
|                            |                                        |                            |                         |                         |
|                            | Esito: collegio confermato a Laburista |                            |                         |                         |

| Partito                    | Partito                                | Candidato                  | Risultati 7 giugno 2001 | Risultati 7 giugno 2001 |
| Partito                    | Partito                                | Candidato                  | Voti                    | %                       |
| -------------------------- | -------------------------------------- | -------------------------- | ----------------------- | ----------------------- |
|                            | Laburista                              | John Cummings              | 25 360                  | 76,83                   |
|                            | Conservatore                           | Philip Lovel               | 3 411                   | 10,33                   |
|                            | Lib Dem                                | Christopher Ord            | 3 408                   | 10,32                   |
|                            | Laburista Socialista                   | Dave Robinson              | 831                     | 2,52                    |
|                            |                                        |                            |                         |                         |
| Iscritti                   | Iscritti                               | Iscritti                   | 61 585                  | 100,00                  |
| ↳ Votanti (% su iscritti)  | ↳ Votanti (% su iscritti)              | ↳ Votanti (% su iscritti)  | 33 010                  | 53,60                   |
| ↳ Astenuti (% su iscritti) | ↳ Astenuti (% su iscritti)             | ↳ Astenuti (% su iscritti) | 28 575                  | 46,40                   |
|                            |                                        |                            |                         |                         |
|                            | Esito: collegio confermato a Laburista |                            |                         |                         |

## Risultati dei referendum

### Referendum sulla permanenza del Regno Unito nell'Unione europea del 2016
|             | Collegio  | Lasciare UE % | Rimanere in UE % |
| ----------- | --------- | ------------- | ---------------- |
|             | Easington | 66,5%         | 33,5%            |
| Inghilterra | 53,3%     | 46,7%         |                  |
| Regno Unito | 51,9%     | 48,1%         |                  |